# Stazione di Ronchini
La stazione di Ronchini della Ferrovie Autolinee Regionali Ticinesi (FART) è stata una fermata ferroviaria, passante della ex ferrovia Locarno-Ponte Brolla-Bignasco ("Valmaggina") chiusa il 28 novembre 1965.

## Storia
La fermata venne inaugurata nel 1913 sei anni dopo dall'apertura della linea Locarno-Bignasco avvenuta nel 1907. Continuò il suo esercizio fino alla sua chiusura avvenuta il 28 novembre 1965, ha sempre funzionato come fermata facoltativa, ovverosia i convogli effettuavano soste solo su richiesta.

## Strutture e impianti
Era composto da un fabbricato viaggiatori e dal solo binario di circolazione. Ad oggi (2014) rimane solo la vecchia fermata, ancora in uso come fermata dei bus mentre il binario venne smantellato per far spazio alla strada cantonale. È una delle tre stazioni della linea ancora esistenti.